# اسم حركي

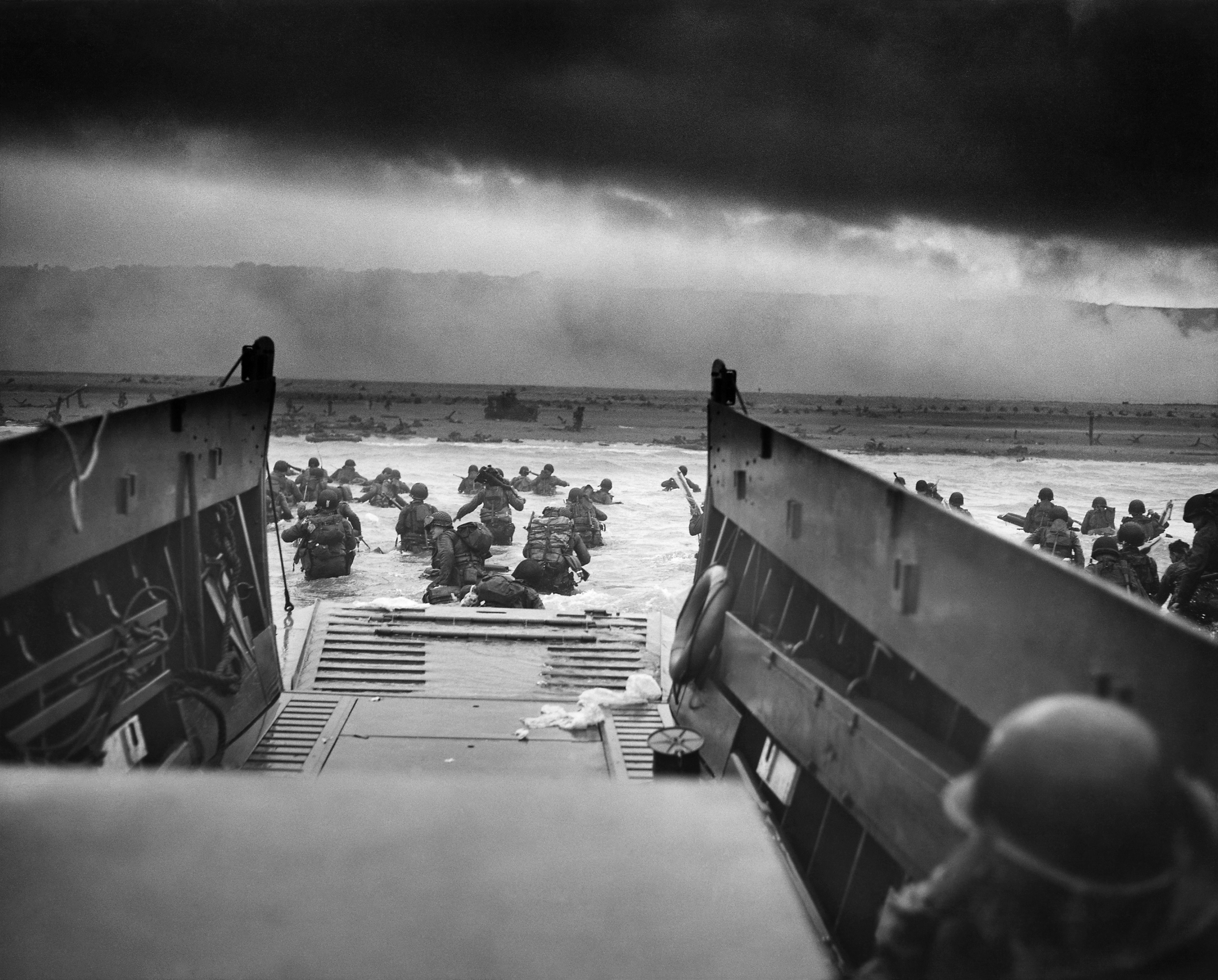

الاسم الكُودِيّ أو الاسم الرَمْزِيّ أو الاسم الحركي (بالإنجليزية: Code Name)‏ هو مصطلح يستخدم للدلالة عن كلمة واحدة أو جملة أو مفهوم أو شخص أو عملية بصورة موجزة لا لبس فيها وسرية. وتستخدم أساسا الأسماء الحركية في الجيش والمخابرات والصناعة والتجارة لضمان السرية.
يمكن أن لا يكون للاسم الحركي أي علاقة بما يشير إليه. وبهذا، فعملية إنزال الحلفاء في 6 يونيو 1944 وحملت اسم عملية كرة نفتلين (Mothball). وتدخل ونستون تشرشل لإعادة تسمية العملية بالسيد الأعلى (Overlord).

## أصول عسكرية

### أسماء حركية ألمانية
عملية بارباروسا